# 光饼
光饼（琉球語：／ ，另稱繼光餅）是福建一種地方特色小吃，後傳至琉球。福州地区、莆田地区、建瓯地区的光餅和琉球光饼并不完全相同，各具特色。
相傳明朝嘉靖四十二年(1563年)，倭寇犯福建，戚继光奉命入闽歼敌，適連日陰雨無法生火做飯，幸獲當地百姓贈燒餅隨身攜帶，後人称之为「繼光餅」、「光饼」。

## 各地光餅

### 福州光饼
福州光饼以福清光饼和洪山桥光饼最为出名。

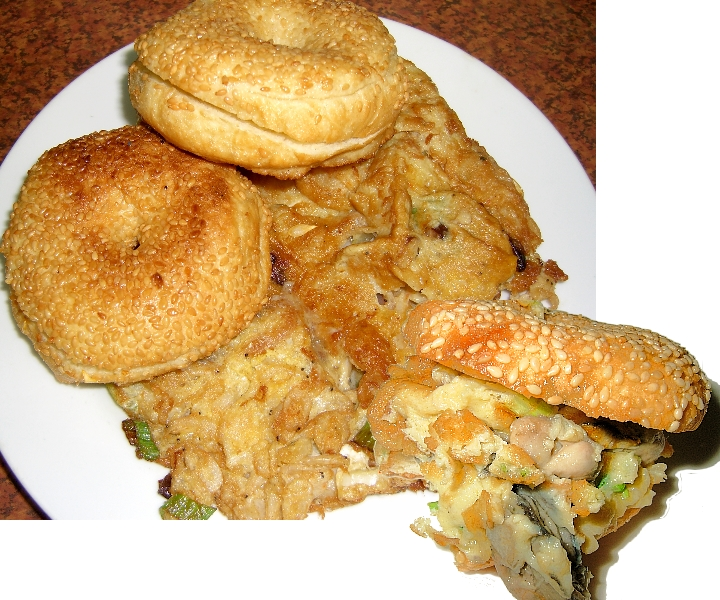
福州光饼

洪山桥为福州水陆要道，来往人众，光饼价格便宜，受到购买者欢迎。所以“洪山桥光饼”闻名遐尔。

### 莆田光饼
莆田光饼特点是香、咸、脆。

### 建瓯光饼

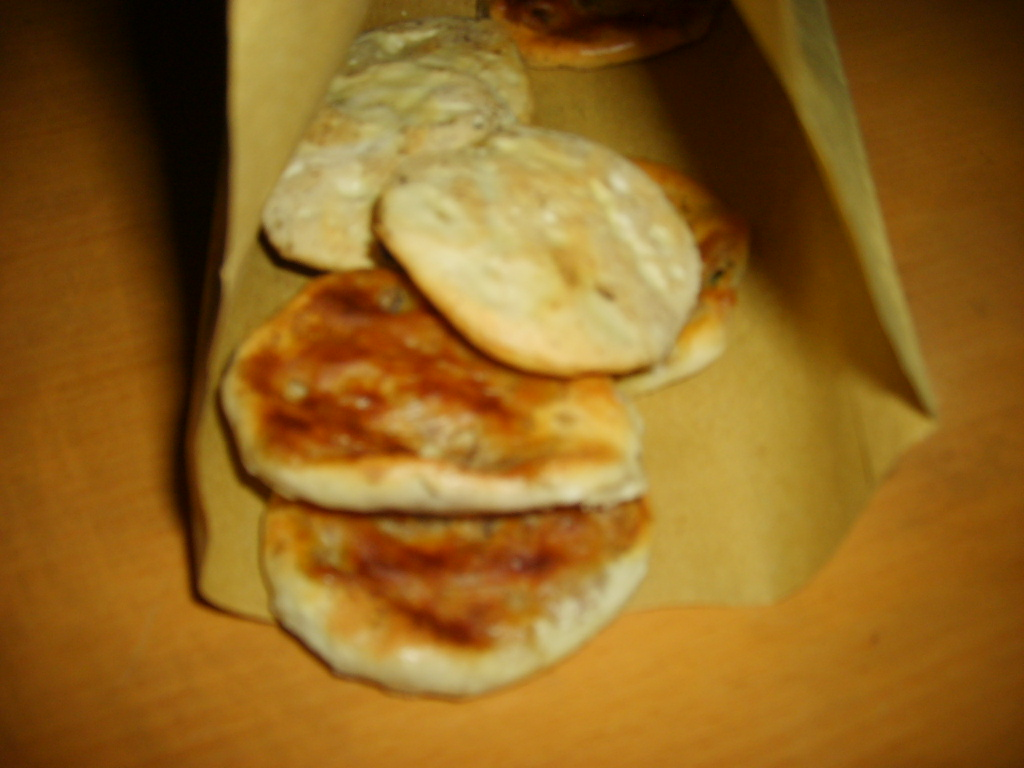
建瓯光饼

建瓯光饼通常用高炉烤制，曾经有乌糖饼、光肉饼、芝麻肉饼、姜葱饼、虾肉饼、起酥霉肉饼、老爹饼、经魁饼等品种。目前，建瓯光饼只有光饼、肉饼、芝麻肉饼3种。
近十几年，建瓯光饼以建瓯市南雅镇房村最为出名。

### 琉球光餅

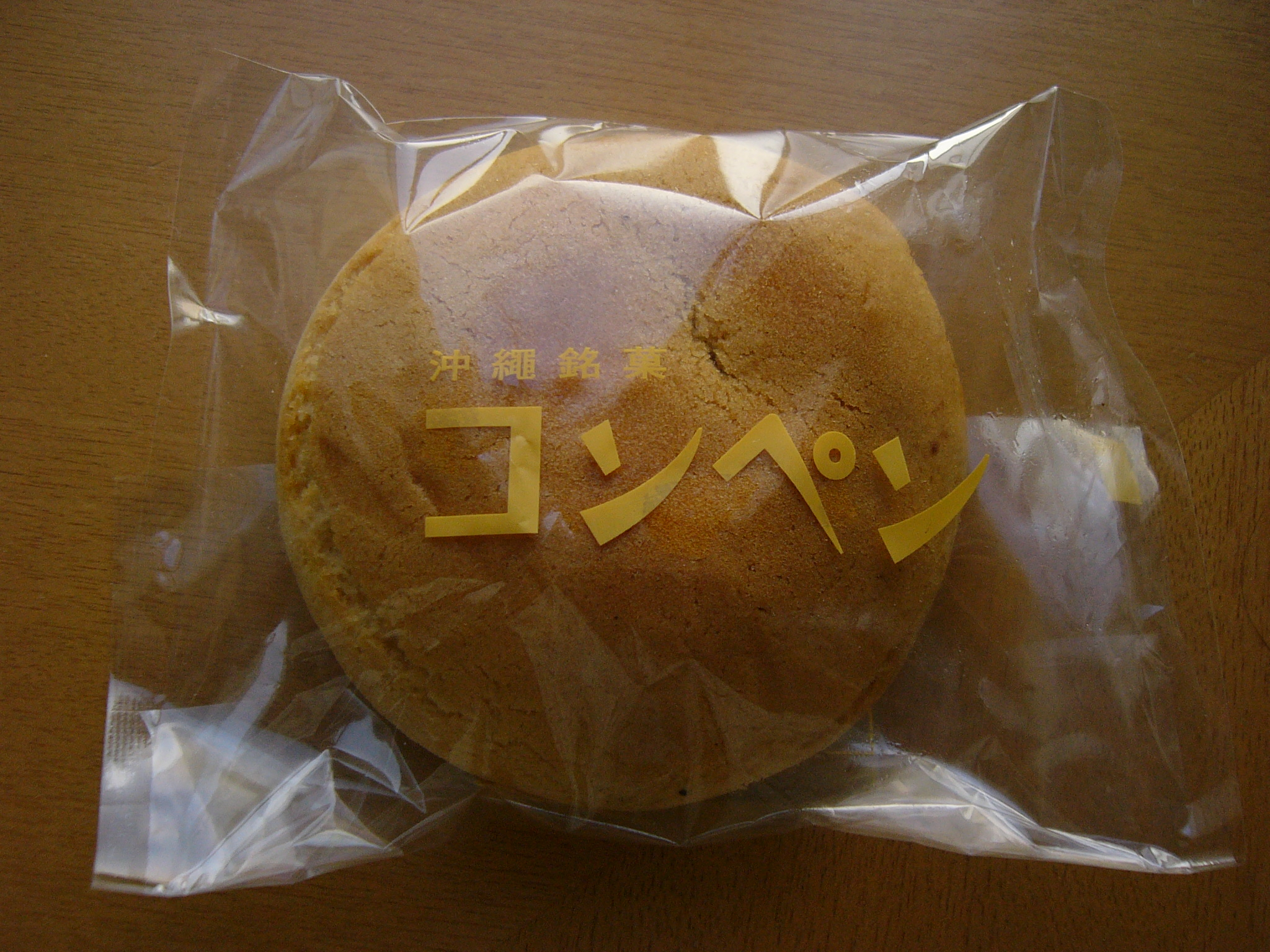
現時店舖售賣獨立包裝的琉球光餅

琉球光餅在琉球國時代由福建傳入，本土化後成為琉球菓子之一。外層以小麥粉或米粉、砂糖、蛋黃製成，並以芝麻、花生、桔餅為餡。在琉球國時代是款待冊封使的高級菓子，也是祭禮、法事中的供品，而由聞得大君（琉球國最高祝女）主持的國家祭禮中所用的光餅以黑芝麻作餡料。在中秋節則用作月餅，會在餅皮印上圖案。

## 相關習俗
在福建、台灣，嬰兒滿四個月會舉行收涎儀式，會把光餅用繩串起掛在嬰兒身上，寓意讓光餅吸收嬰兒流下的唾液。